# 529

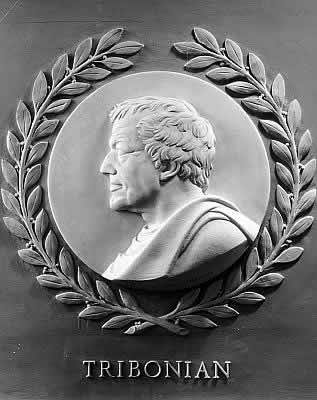
Bas-reliëf van Tribonianus (r. 500-547)

Het jaar 529 is het 29e jaar in de 6e eeuw volgens de christelijke jaartelling.

## Gebeurtenissen

### Byzantijnse Rijk
- 7 april - De Codex Justinianus (Corpus Iuris Civilis) verschijnt. Het boekwerk over het Romeinse recht is geschreven door de jurist Tribonianus in opdracht van keizer Justinianus I. Het vervangt de Codex Theodosianus en vormt de latere basis voor de wetgeving in West-Europa.
- Justinianus verbiedt de Olympische Spelen en andere "heidense" gebruiken. Hij beveelt de vervolging van heidenen en anderen die afwijken van de rechte christelijke leer. Onder meer de quaestor Proclus verliest hierdoor zijn positie.

### Europa
- Koningin Amalasuntha ontvangt in Ravenna een delegatie van Gotische edelen, die erop aandringen dat ze haar zoon Athalarik niet een opvoeding geeft naar Romeinse traditie, maar een scholing met Gotische militaire achtergrond.
- De Academie van Athene, opgericht door de Griekse wijsgeer Plato in 387 v.Chr., wordt door Justinianus I gesloten. Hij ontneemt de heidense leraren de bevoegdheid om les te geven. De meeste professoren emigreren naar Perzië.
- Benedictus van Nursia sticht het klooster van Monte Cassino in Campagna. Hij schrijft de "Regula Benedicti", een kloosterregel voor westerse monniken van de Benedictijnse Orde.

### Judea
- Zomer - De Samaritaanse onafhankelijkheidsoorlog mislukt; duizenden Samaritanen worden door de Byzantijnen gedeporteerd en als slaaf afgevoerd. Tijdens de opstand wordt de Geboortekerk in Bethlehem door brand verwoest.

## Religie
- Concilie van Orange: Augustinus' genadeleer wordt aanvaard en het pelagianisme verworpen.

## Overleden
- Theodosius de Cenobiarch, monnik en stichter van een kloostergemeenschap